# Future for Nature
Future For Nature (FFN) is een Nederlandse stichting die er naar streeft om natuurbeschermers van over de hele wereld te ondersteunen.
De stichting is opgezet in 2008. Koninklijke Burgers' Zoo in Arnhem was daar vanaf het begin nauw bij betrokken en is een van de hoofdsponsors. De directeur van de dierentuin, Alex van Hooff, was van 2011 - 2019 voorzitter. FFN regelt stageplaatsen voor jonge natuurbeschermers en reikt jaarlijks 150.000 euro aan prijzengeld uit. Kandidaten dienen een specifieke planten- of dierensoort te hebben waar hij of zij zich voor inzet.

## Future For Nature Award
De Future For Nature Award uitreikingsceremonie vindt jaarlijks plaats in Burgers’ Zoo. Uit aanmeldingen worden zes tot tien personen genomineerd voor de prijs. Daaruit kiest een comité drie winnaars. De prijzen à 50.000 euro worden uitgereikt door een eregast. In 2017 was dat koning Willem Alexander. Ter gelegenheid van het 15-jarig jubileum van de stichting in 2022 waren zowel Frans Timmermans, vicevoorzitter van de Europese commissie, als Razan Al Mubarak, directeur van de International Union for Conservation of Nature, eregast.
De winnaars van prijzengeld treden toe tot de Future For Nature Family, waar ze van elkaar kunnen blijven leren en gestimuleerd worden samen te werken. In 2016 is deze organisatie in Nederland opgericht als netwerk voor en door studenten met een passie voor natuurbescherming.
Freek Vonk was enige jaren ambassadeur voor de stichting.